# Tudor Casapu
Tudor Casapu (nome em russo:  Фёдор Касапу; 18 de setembro de 1963, em Mingir, Hînceşti) é ex-halterofilista da Moldávia, que também competira pela União Soviética.
Casapu apareceu na Spartakiada de 1986 e ficou em segundo lugar na categoria até 67,5 kg, com 330 kg no total combinado (150 no arranque e 180 no arremesso). E, embora tenha sido campeão soviético na categoria até 75 kg em 1988 e 1989, ele não esteve nos Jogos Olímpicos de 1988 e no campeonato mundial de 1989.
Ele foi campeão mundial em 1990, com 360 kg no total combinado (157,5+202,5), a frente do romeno Andrei Socaci, com 345 kg. E ficou em terceiro na Spartakiada de 1991, como também no campeonato europeu e no mundial daquele ano, na categoria até 75 kg.
Em 1992, nos Jogos Olímpicos de Barcelona, ele fica com o ouro, a frente do cubano Pablo Lara. Ambos conseguiram o mesmo resultado (357,5 kg), mas Casapu era mais leve.
No campeonato mundial de 1993 ele compete sob a bandeira da Moldávia. E não conseguiu concluir a prova, como também no campeonato europeu de 1995, do qual foi desqualificado por dopagem bioquímica, e em sua aparição no mundial de 1999.
Competições internacionais
| Ano  | Competição         | Local          | Classe de peso | Arranque | Arremesso | Total    | Pos. |
| ---- | ------------------ | -------------- | -------------- | -------- | --------- | -------- | ---- |
| 1990 | Campeonato Mundial | Budapeste      | –75 kg         | 157,5 kg | 202,5 kg  | 360 kg   | 1.   |
| 1991 | Campeonato Europeu | Władysławowo   | –75 kg         | 152,5 kg | 192,5 kg  | 345 kg   | 3.   |
| 1991 | Campeonato Mundial | Donaueschingen | –75 kg         | 152,5 kg | 190 kg    | 342,5 kg | 3.   |
| 1992 | Jogos Olímpicos    | Barcelona      | –75 kg         | 155 kg   | 202,5 kg  | 357,5 kg | 1.   |
| 1993 | Campeonato Mundial | Melbourne      | –76 kg         | 150 kg   |           |          | DNF  |
| 1995 | Campeonato Europeu | Varsóvia       | –76 kg         | 150 kg   |           |          | DSQ  |
| 1999 | Campeonato Mundial | Atenas         | –77 kg         | 140 kg   |           |          | DNF  |

DNF = não concluiu a prova

DSQ = desqualificado
Competições nacionais
| Ano  | Competição           | Local   | Classe de peso | Arranque | Arremesso | Total    | Pos. |
| ---- | -------------------- | ------- | -------------- | -------- | --------- | -------- | ---- |
| 1986 | Spartakiada*         | Moscou  | -67,5 kg       | 150 kg   | 180 kg    | 330 kg   | 2.   |
| 1988 | Campeonato soviético | Kharkov | -75 kg         | 157,5 kg | 202,5 kg  | 360 kg   | 1.   |
| 1989 | Campeonato soviético | Frunze  | -75 kg         | 152,5 kg | 197,5 kg  | 350 kg   | 1.   |
| 1990 | Campeonato soviético | Lipetsk | -75 kg         | 160 kg   | 205 kg    | 365 kg   | 1.   |
| 1991 | Spartakiada*         | Moscou  | -75 kg         | 157,5 kg | 200 kg    | 357,5 kg | 3.   |

*As spartakiadas contaram como campeonatos soviéticos.
Tudor Casapu é o presidente da Federação Moldava de Halterofilismo.